# Henryk I Starszy z Podiebradów
Henryk I z Podiebradów (Starszy, ur. 15 maja 1448, zm. 24 czerwca 1498, w Kłodzku) – książę ziębicki i hrabia kłodzki od 1465 (do 1471 z bratem Wiktorynem), władca na Podiebradach w latach 1471–1495, od 1495 książę oleśnicki i wołowski.

## Życiorys

### Dzieciństwo i młodość
Był czwartym dzieckiem i najmłodszym z trzech synów husyckiego króla czeskiego Jerzego z Podiebradów oraz Kunegundy z Šternberka. W wieku siedmiu lat 15 kwietnia 1455 został zaręczony z córką wojewody siedmiogrodzkiego Mikołaja Ujlaki – Hieronimą. Planowane małżeństwo miało zapewnić rodowi wpływy na Węgrzech, jednak zmiana kursu politycznego skłoniła Jerzego do zerwania zaręczyn i zawarcia w imieniu syna 25 listopada 1460 układu przedmałżeńskiego z Urszulą Brandenburską, córką elektora Albrechta III Achillesa Hohenzollerna.
7 grudnia 1462 Henryk wraz z rodzeństwem został podniesiony przez cesarza Fryderyka III do godności księcia Rzeszy, co umożliwiło nadanie mu przez ojca w dniu 16 grudnia 1465 r. - pomimo niedynastycznego pochodzenia - księstwa ziębickiego i hrabstwa kłodzkiego (wspólnie z braćmi Boczkiem z Kunstatu i Wiktorynem).
W 1466 r. przed Henrykiem stanęła możliwość zrobienia błyskotliwej kariery kościelnej i to pomimo zaręczyn z Urszulą Brandenburską. Dzięki staraniom ojca uzyskał on mianowicie nominację kapituły praskiej na stanowisko arcybiskupa i tylko dzięki mocnemu oporowi wrogiego królowi husyckiemu papieża Pawła II kandydatura ta nie przeszła.

### Działalność za życia ojca
W kolejnych latach Henryk, w przeciwieństwie do starszego brata Wiktoryna zaangażowanego głównie na Śląsku, wziął czynny udział w polityce ojca, zmagając się z opozycją katolików w królestwie. Dzięki temu na kilka miesięcy został zarządcą Czech – pilnując m.in. sprawy następstwa tronu po śmierci ojca 22 marca 1471, opowiadając się za kandydaturą Władysława Jagiellończyka. Współpraca z nowym królem zaowocowała dwa lata później przejściem Henryka na katolicyzm.
Śmierć Jerzego z Podiebradów skłoniła dotychczasowych „braci niedzielnych” Henryka i Wiktoryna do podziału posiadanych posiadłości. Młodszy z braci został wtedy samodzielnie księciem ziębickim, hrabią kłodzkim, oraz właścicielem rodzinnych posiadłości skupionych wokół Podiebradów, zostawiając starszemu znacznie zasobniejsze księstwo opawskie.

### Samodzielne rządy na Śląsku
Objęcie samodzielnych rządów skłoniło Henryka do poszukania możliwości poszerzenia posiadanych posiadłości. W tym celu, korzystając z dobrych stosunków, jakie miał z suwerenem – Władysławem Jagiellończykiem, nabył w 1472 r. za 9000 guldenów dobra górnośląskie (Bytom, Gliwice, Koźle) należące do księcia oleśnickiego Konrada X Białego, z zachowaniem jednak dożywocia poprzedniego właściciela. Układ dodatkowo miał zostać podparty małżeństwem potomka Henryka – Albrechta III Achillesa z córką Konrada IX Czarnego Barbarą. Niestety zarówno projekt małżeński, jak i też przejęcie części Górnego Śląska nie powiodły się (pomimo że Henryk, jako spodziewany następca, odnowił w styczniu 1475 przywileje Bytomia i Gliwic), gdyż zwycięski w wojnie o koronę czeską z Jagiellonem Maciej Korwin (ostatecznie korony nie uzyskał, ale w korzystnym dla siebie pokoju zawartym w 1479 w Ołomuńcu zdobył Śląsk i Morawy) wymógł na księciu oleśnickim zerwanie układów, a w 1487 r. - przekazanie spornego terytorium jego naturalnemu synowi Janowi.
Niepowodzenia na Górnym Śląsku Henryk zrekompensował sobie nabyciem (w 1495 r.) w drodze zamiany za rodowe Podiebrady – księstwa oleśnickiego wraz z Wołowem, do którego dwa lata później dołączył dodatkowo księstwo ścinawskie.
Henryk I Starszy zmarł 24 czerwca 1498 w Kłodzku i został pochowany w miejscowym klasztorze obserwantów. Zwłoki księcia w 1558 r. w związku z reformacją zostały przeniesione do kościoła parafialnego.

## Potomstwo
9 lutego 1467 w Chebie Henryk I ożenił się z Urszulą Brandenburską (ur. 25 września 1450, zm. 25 listopada 1508 r. we Wrocławiu), której olbrzymi posag wynoszący 20 000 guldenów umożliwił księciu późniejszą niezależność finansową. Ze związku tego urodziło się pięciu synów i trzy córki:
1. Albrecht (ur. 2 sierpnia 1468, zm. 12 lipca 1511 r.) – książę ziębicko-oleśnicki, ożeniony z Salomeą, księżniczką żagańską i głogowską, córką Jana Szalonego.
2. Jerzy (ur. 2 października 1470, zm. 10 listopada 1502 r.) – książę ziębicko-oleśnicki, ożeniony z Jadwigą księżniczką żagańską i głogowską, córką Jana Szalonego.
3. Jan (ur. 23 czerwca 1472, zm. 7 sierpnia 1472 r.).
4. Małgorzata (ur. 25 sierpnia 1473, zm. 28 czerwca 1530 r.) – księżniczka ziębicka wydana za księcia Ernesta z dynastii askańskiej.
5. Karol I (ur. 4 maja 1476, zm. 21 maja 1536 r.) – książę ziębicki, ożeniony z Anną księżniczką żagańską i głogowską, córką Jana Szalonego.
6. Ludwik (ur. 21 czerwca 1479, zm. 27 kwietnia 1480 r.).
7. Magdalena (ur. 25 stycznia 1482, zm. 11 kwietnia 1513 r.) – księżniczka ziębicka.
8. Sidonia, Zdenka ziębicka (ur. 3 czerwca 1483, zm. 1522 r.) – księżniczka ziębicka, wydana za Ulricha von Hardecka.

## Przodkowie
| Prapradziadkowie                                                                | Wiktoryn Boček z Podiebradów, pan Kunštátu (1403–1427) ∞ok. 1419 Anna z Vartenberka (ok. 1402–?)          | Smil Holický, pan Šternberka (ok. 1390–1433) ∞ok. 1423 Barbara z Pardubic (1408–1431)                     | elektor Brandenburgii Fryderyk I (1371–1440) ∞1401 Elżbieta bawarska (1383–1442)                          | margrabia Badenii Jakub (1407–1453) ∞1421 Katarzyna lotaryńska (1407–1439)                                | ks. żagański Henryk VIII Wróbel (1357–1397) ∞1388 Katarzyna opolska (ok. 1367–1420) | elektor Saksonii Rudolf III (ok. 1367–1419) ∞1396 Barbara legnicka (1372–1436)   | ks. opawski Przemysł I (1365–1433) ∞ok. 1405 Katarzyna ziębicka (ok. 1390–1422)  | Půta Młodszy, pan Častolovic (ok. 1400–1434) ∞ok. 1420 Anna z Koldic (ok. 1405–ok. 1450) |
| Pradziadkowie                                                                   | kr. Czech Jerzy z Podiebradów (1420–1471) ∞1441 Kunegunda ze Šternberka (1612-1687)                       | kr. Czech Jerzy z Podiebradów (1420–1471) ∞1441 Kunegunda ze Šternberka (1612-1687)                       | elektor Brandenburgii Albrecht III Achilles (1414–1486) ∞1446 Małgorzata badeńska (1431–1457)             | elektor Brandenburgii Albrecht III Achilles (1414–1486) ∞1446 Małgorzata badeńska (1431–1457)             | ks. żagański Jan I (ok. 1385–1439) ∞1408 Scholastyka saska (1391–1463)              | ks. żagański Jan I (ok. 1385–1439) ∞1408 Scholastyka saska (1391–1463)           | ks. opawski Wilhelm (ok. 1410–1452) ∞1442 Salomea z Častolovic (ok. 1426–1489)   | ks. opawski Wilhelm (ok. 1410–1452) ∞1442 Salomea z Častolovic (ok. 1426–1489)           |
| Dziadkowie                                                                      | ks. ziębicki i oleśnicki Henryk I Starszy (1448–1498) ∞1467 Urszula Branderburska (1450-1508) (1450–1508) | ks. ziębicki i oleśnicki Henryk I Starszy (1448–1498) ∞1467 Urszula Branderburska (1450-1508) (1450–1508) | ks. ziębicki i oleśnicki Henryk I Starszy (1448–1498) ∞1467 Urszula Branderburska (1450-1508) (1450–1508) | ks. ziębicki i oleśnicki Henryk I Starszy (1448–1498) ∞1467 Urszula Branderburska (1450-1508) (1450–1508) | ks. żagański Jan II Szalony (1435–1504) ∞1462 Katarzyna Przemyślidka (1443–1505)    | ks. żagański Jan II Szalony (1435–1504) ∞1462 Katarzyna Przemyślidka (1443–1505) | ks. żagański Jan II Szalony (1435–1504) ∞1462 Katarzyna Przemyślidka (1443–1505) | ks. żagański Jan II Szalony (1435–1504) ∞1462 Katarzyna Przemyślidka (1443–1505)         |
| Rodzice                                                                         | ks. ziębicki i oleśnicki Karol I (1476–1536) ∞1488 Anna żagańska (ok. 1480–1541)                          | ks. ziębicki i oleśnicki Karol I (1476–1536) ∞1488 Anna żagańska (ok. 1480–1541)                          | ks. ziębicki i oleśnicki Karol I (1476–1536) ∞1488 Anna żagańska (ok. 1480–1541)                          | ks. ziębicki i oleśnicki Karol I (1476–1536) ∞1488 Anna żagańska (ok. 1480–1541)                          | ks. ziębicki i oleśnicki Karol I (1476–1536) ∞1488 Anna żagańska (ok. 1480–1541)    | ks. ziębicki i oleśnicki Karol I (1476–1536) ∞1488 Anna żagańska (ok. 1480–1541) | ks. ziębicki i oleśnicki Karol I (1476–1536) ∞1488 Anna żagańska (ok. 1480–1541) | ks. ziębicki i oleśnicki Karol I (1476–1536) ∞1488 Anna żagańska (ok. 1480–1541)         |
| Jan Podiebradowicz (1509–1565) ks. ziębicki i oleśnicki ∞ Krystyna Szydłowiecka | | | | |                                                                                     |                                                                                  |                                                                                  |                                                                                          |